# Cung Nội Tỉnh
Cung nội tỉnh (宮内省 Kunai-shō) là một bộ trong Triều đình phong kiến Nhật Bản. Nó được thành lập trong cuộc cải cách Taika và hệ thống Luật lệnh Ritsuryō.

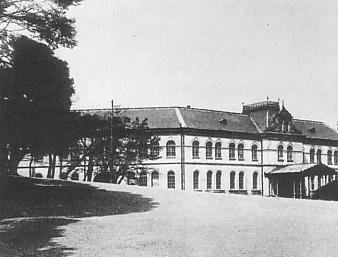
Cung nội sảnh

Cung nội tỉnh có Đường danh là Công bộ, Đông quan, Tư nông tự, Điện trung tỉnh.

## Lịch sử
Tổ chức và chức năng của Bộ được quy định trong Thái Bảo Luật lệnh năm 701-702. Các yếu tố cơ bản của hệ thống này thay đổi theo thời gian, tuy nhiên cấu trúc cơ bản của hệ thống vẫn giữ nguyên cho tới thời kỳ Minh Trị Duy tân.
Những thay đổi đáng kể diễn ra vào các năm 1702, 1870, 1889.

## Cấp bậc
Đây là một danh sách chưa hoàn tất, và có thể sẽ không bao giờ thỏa mãn yêu cầu hoàn tất. Bạn có thể đóng góp bằng cách mở rộng nó bằng các thông tin đáng tin cậy.
- Cung Nội khanh (宮内卿 Kunai-kyō?), coi sóc toàn bộ mọi việc trong cung đình.[3]
- Cung Nội Đại phụ (宮内大輔 Kunai-taifu?).[4]
- Cung Nội Thiếu phụ (宮内少輔 Kunai-shōfu?), hai vị trí.[4]
- Cung Nội thừa (宮内丞 Kunai-no-jō?), hai vị trí.[4]
- Cung Nội lục (宮内録 Kunai-no-sakan?), hai vị trí.[4]
- Đại Thiện Đại phu (大膳大夫 Daizen-taifu?).[4]
- Đại Thiện lượng (大膳亮 Daizen-no-suke?).[4]
- Đại Thiện Đại tiến (大膳大進 'Daizen-no-daishin?), two positions.[4]
- Đại Thiện chúc (大膳属 Daizen-no-sakan?), two positions.[4]
- Mộc Công đầu (木工頭 Moku-no-kami?).[4]
- Mộc Công trợ (木工助 Moku-no-uke?).[4]
- Mộc Công duẫn (木工允 Moku-no-jō?), two positions.[4]
- Mộc Công chúc (木工属 Moku-no-sakan?), two positions.[4]
- Toán sư (算師 Sanshi?), có nhiệm vụ tính toán chi phí của một công việc đã/sẽ hoàn thành.[4]
- Đại Xuy đầu (大炊頭 Ōi-no-kami?).[4], xem Đại Xuy liêu[5]
- Đại Xuy trợ (大炊助 Ōi-no-suke?).[4]
- Đại Xuy duẫn (大炊允 Ōi-no-jō?).[4]
- Đại Xuy chúc (大炊属 Ōi-no-sakan?).[4]
- Chủ Điện đầu (主殿頭 Tonomo-no-kami?).[4]
- Chủ Điện trợ (主殿助 Tonomo-no-suke?).[6]
- Chủ Điện sung (主殿充 Tonomo-no-jō?), hai vị trí.[6]
- Chủ Điện chúc (主殿属 Tonomo-no-sakan?), hai vị trí.[6]
- Điển dược đầu (典薬頭 Ten'yaku-no-kami?).[6]
- Điển dược trợ (典薬助 Ten'yaku-no-suke?).[6]
- Điển dược duẫn (典薬允 Ten'yaku-no-jō?).[6]
- Điển dược chúc (典薬属 Ten'yaku-no-sakan?).[6]
- Y Bác sĩ (医博士 I-hakase?).[6]
- Nữ Y Bác sĩ (女医博士, Nyo'i-hakase?). Chỉ có nữ giới mới có thể khám chữa bệnh cho các phụ nữ trong Hoàng cung.[6]
- Trâm Bác sĩ (針博士 Shin-hakase?).[6]
- Thị y (侍医 Ji'i?).[6]
- Quyền Thị y (権侍医 Gon-no-ji'i?).[6]
- Y sư (医師 Ishi?).[6]
- Quyền Bộ đầu (掃部頭 Kamon-no-kami?).[6]
- Quyền Bộ trợ (掃部助 Kamon-no-suke?).[6]
- Quyền Bộ duẫn (掃部允 Kamon-no-jō?).[7]
- Quyền Bộ chúc (掃部属 Kamon-no-sakan?).[7]
- Chính Thân chính (正親正, Ōkimi-no-kami?).[7]
- Chính Thân hữu (正親佑 Ōkimi-no-jō?).[7]
- Chính Thân Lệnh sử' (正親令史 Ōkimi-no-sakan?).[7]
- Nội Thiện chính (内膳正 Naizen-no-kami?).[8]
- Phụng Thiện (奉膳 Buzen?).[7]
- Điển Thiện (典膳 Tenzen?).[7]
- Nội Thiện Lệnh sử (内膳令史 Naizen-sakan?).[7]
- Tửu Tạo chính (酒造正 Miki-no-kami?).[7]
- Tửu Tạo hữu (酒造佑 Miki-no-jō?).[7]
- Tửu Tạo Lệnh sử (酒造令史 Miki-no-sakan?).[7]
- Thái Nữ chính (采女正 Uneme-no-kami?).[7]
- Thái Nữ hữu (采女佑 Uneme-no-jō?).[7]
- Thái Nữ Lệnh sử (采女令史 Uneme-no-sakan?).[7]
- Chủ Thủy chính (主水正 Mondo-no-kami?).[7]
- Chủ Thủy hữu (主水佑 Mondo-no-jō?).[7]
- Chủ Thủy Lệnh sử (主水令史 Mondo-no-sakan?).[7]

Sự dư thừa vị trí tại các chức vụ trên cùng là điểm đặc trưng của cái giản đồ chức vụ ổn định này. Nhiều vị trí phản ánh khuôn mẫu khanh, đại phụ, thiếu, thừa, và lục.
Quyền lực Hoàng gia Nhật Bản tăng và giảm trong suốt các thời kỳ Kamakura, thời kỳ Kiến Vũ thân chính, thời kỳ Nam Bắc Triều, thời kỳ Muromachi, thời kỳ Chiến quốc Nhật Bản, thời kỳ Azuchi-Momoyama, thời kỳ Edo; tuy nhiên thiết chế cơ bản của Cung Nội sảnh không thay đổi.